# کالرا د تانگو
کالرا د تانگو (به اسپانیایی: Calera de Tango) یک شهرستان‌ در شیلی است که در Maipo Province واقع شده‌است. کالرا د تانگو ۷۳٫۳ کیلومترمربع مساحت و ۱۸٬۲۳۵ نفر جمعیت دارد.